# Glicerina ozonizzata
La glicerina ozonizzata è un composto ottenuto dalla reazione della glicerina con l’ozono. L’ossidazione della glicerina con ozono porta alla formazione di composti ozonizzati all'interno della molecola di glicerina. Viene utilizzata nei settori medico ed estetico grazie alle sue proprietà antimicrobiche, antinfiammatorie e cicatrizzanti.

## Sviluppo e contesto storico
La glicerina ozonizzata si basa su una tecnologia brevettata sviluppata nel 2001 in Giappone da VMC (oggi Mediplus Pharma), un'azienda fondata in Giappone nel 1973.  Questa invenzione è stata ispirata dalla necessità di affrontare problematiche specifiche nel settore medico.

## Origine e ispirazione
Inizialmente, l’acqua ozonizzata veniva utilizzata negli ambienti sanitari e si osservò che preveniva le irritazioni cutanee causate dal lavaggio frequente delle mani e favoriva la rigenerazione della pelle. Questo portò a ulteriori ricerche sul potenziale medico dell'ozono e alla necessità di sviluppare una forma più stabile per un utilizzo pratico.

## Sfide tecniche
L'ozono è altamente instabile e si decompone rapidamente, rendendo la sua stabilizzazione una sfida tecnologica. Inoltre, il suo odore intenso rappresentava un ostacolo alla sua diffusione.

## Soluzioni e applicazioni
VMC (oggi Mediplus Pharma) ha sviluppato un processo per far reagire la glicerina di origine vegetale con l'ozono. Questo processo ha permesso di stabilizzare gli effetti dell'ozono ed eliminare il suo odore, portando alla registrazione di un brevetto (n. 7534001). La tecnologia ha dimostrato i seguenti effetti:
- Effetti antimicrobici e battericidi[4][5][6]
- Proprietà antinfiammatorie[7]
- Promozione della guarigione delle ferite[8]
- Stimolazione della proliferazione cellulare[9][10]
- Potenziamento della sintesi del collagene[9]
- Effetto idratante e schiarente per la pelle[1]

Inizialmente, i prodotti basati su questa tecnologia erano stabili fino a tre mesi a temperatura ambiente e circa un anno se congelati. Tuttavia, è stata necessaria una ricerca aggiuntiva per garantire la stabilità a temperatura ambiente, e nel 2022 è stata sviluppata con successo una formulazione stabile.

## Sicurezza
La sicurezza della glicerina ozonizzata è stata confermata principalmente per l'uso esterno sulla pelle e per applicazioni orali.